# Dolmen von Kerivoret
Der seit 1923 unter Schutz stehende Dolmen von Kerivoret, und der etwa 50 m entfernte etwa 3,5 m hohe, 1,6 m breite und 0,9 m dicke Menhir stehen in Porspoder, bei Ploudalmézeau im Département Finistère in der Bretagne in Frankreich. Dolmen ist in Frankreich der Oberbegriff für Megalithanlagen aller Art (siehe: Französische Nomenklatur).

Dolmen und Menhir von Kerivoret
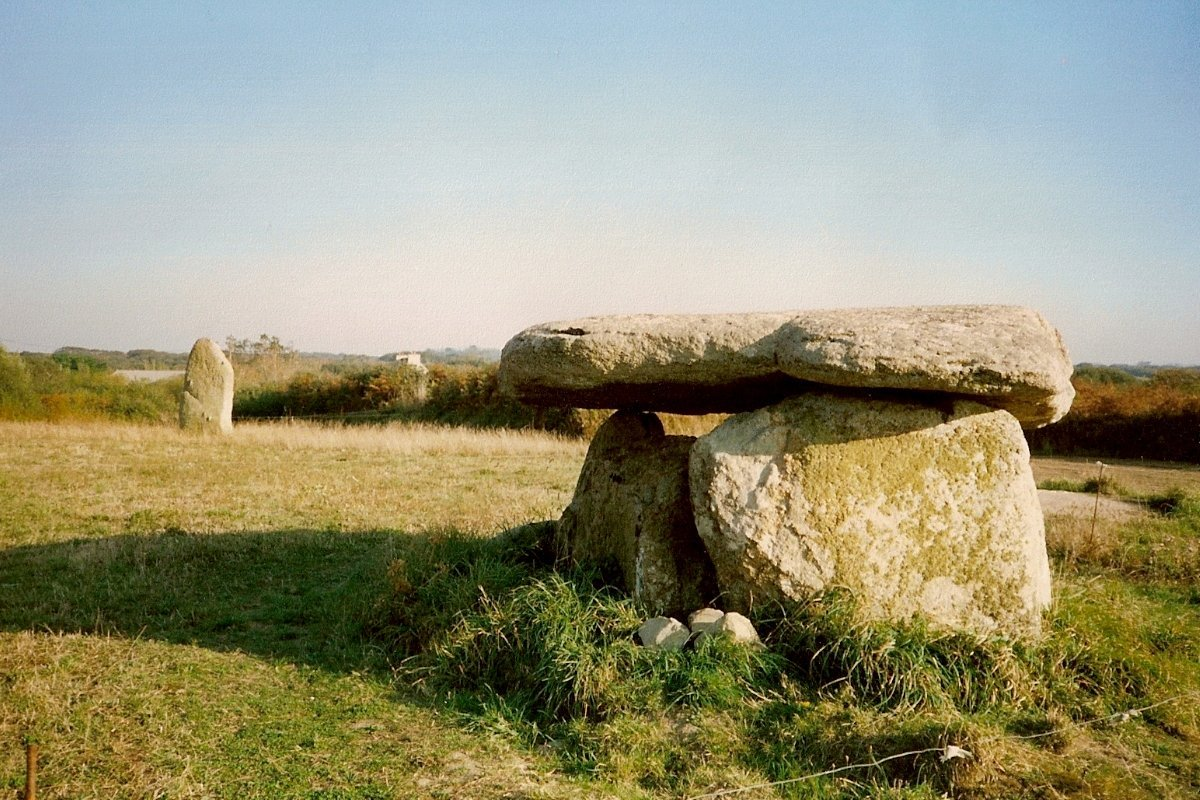
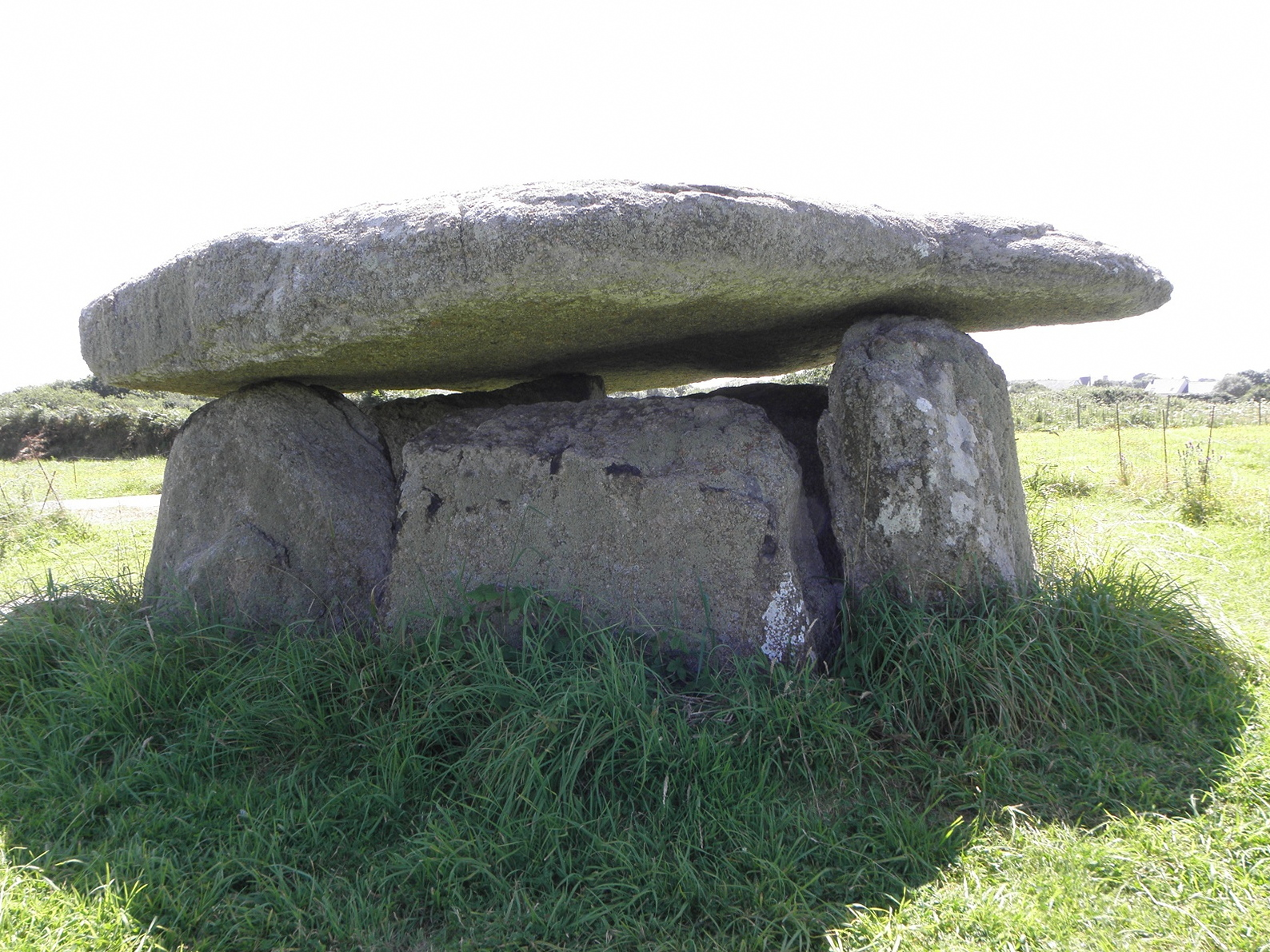
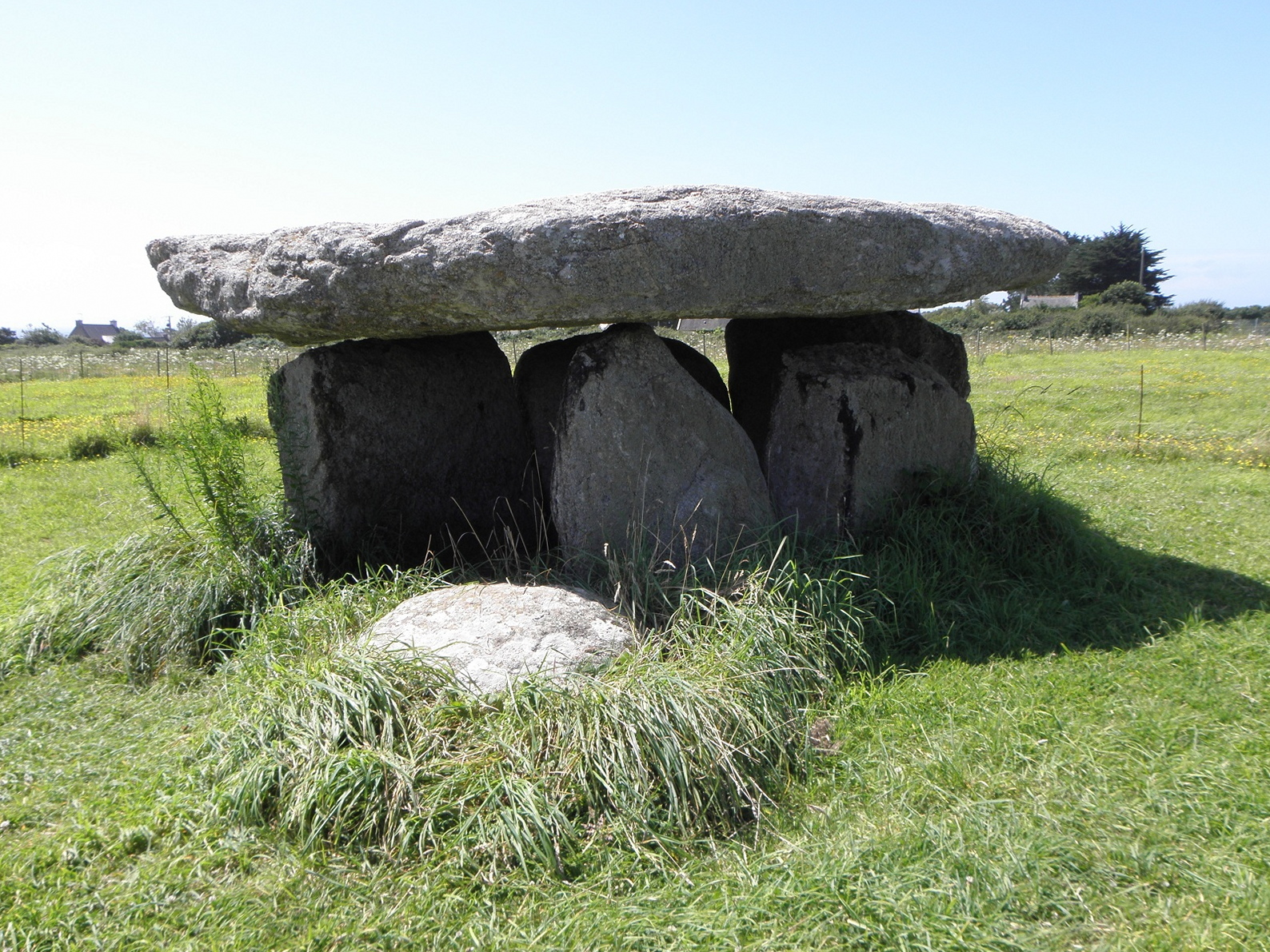
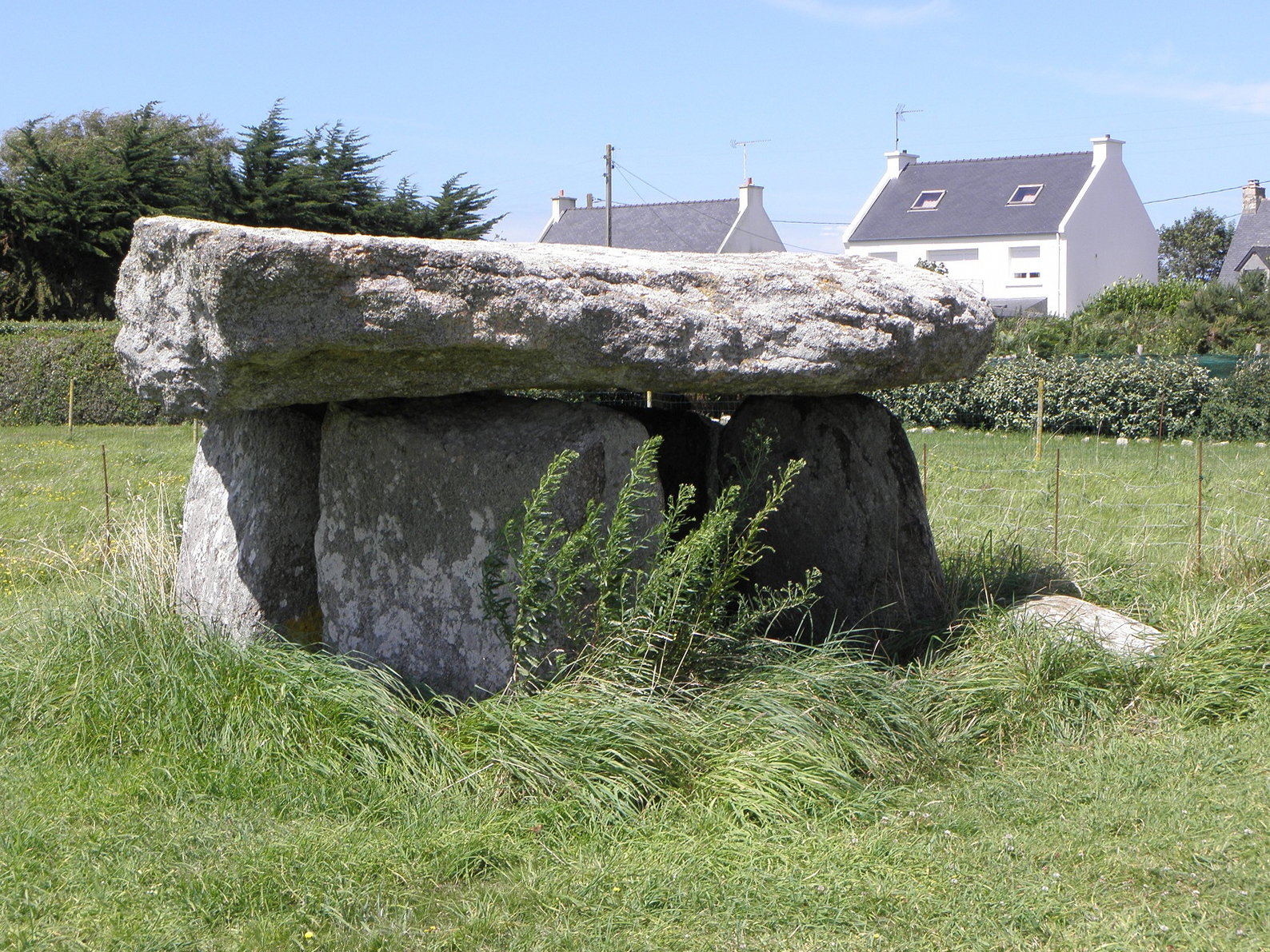
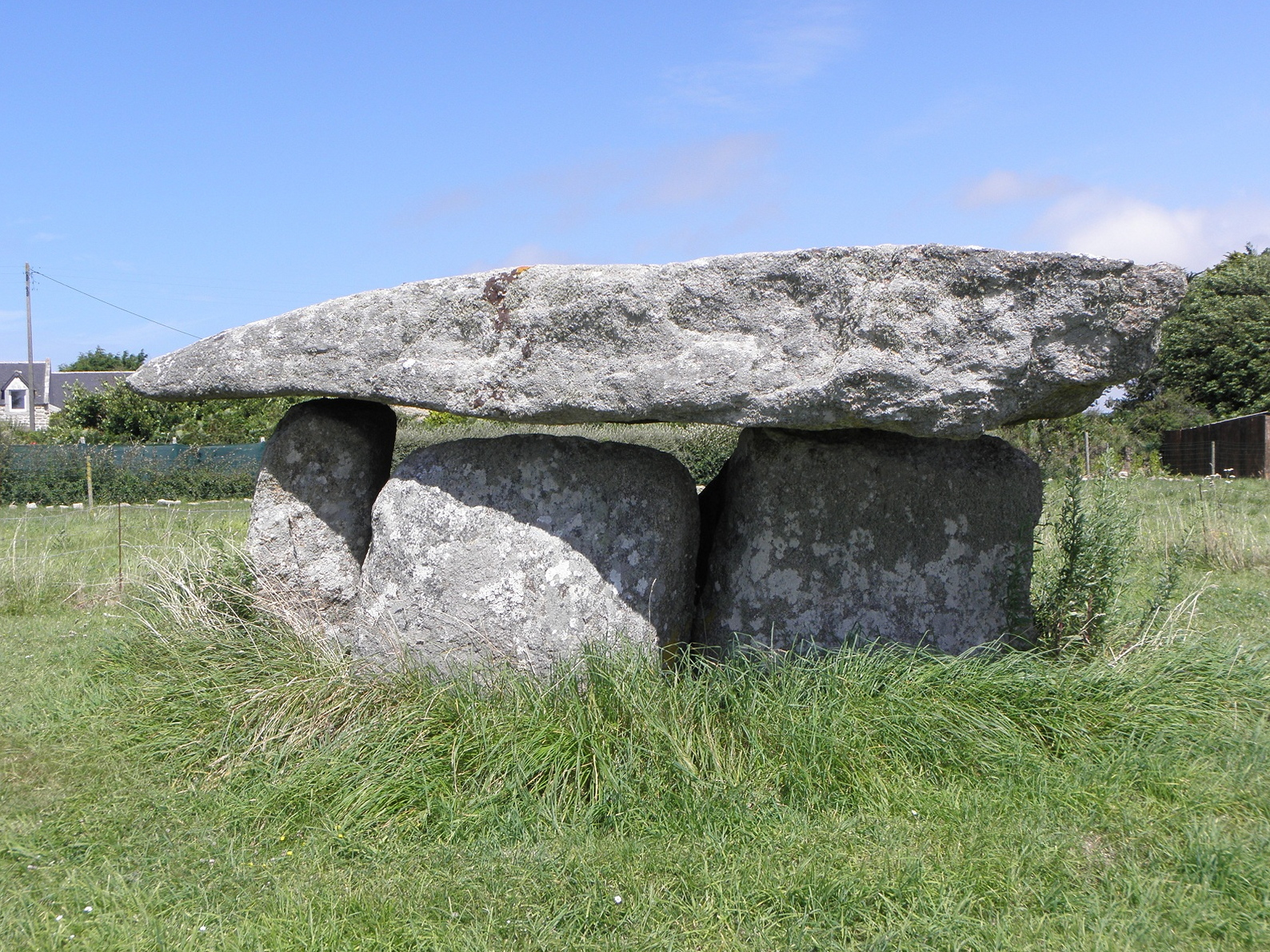
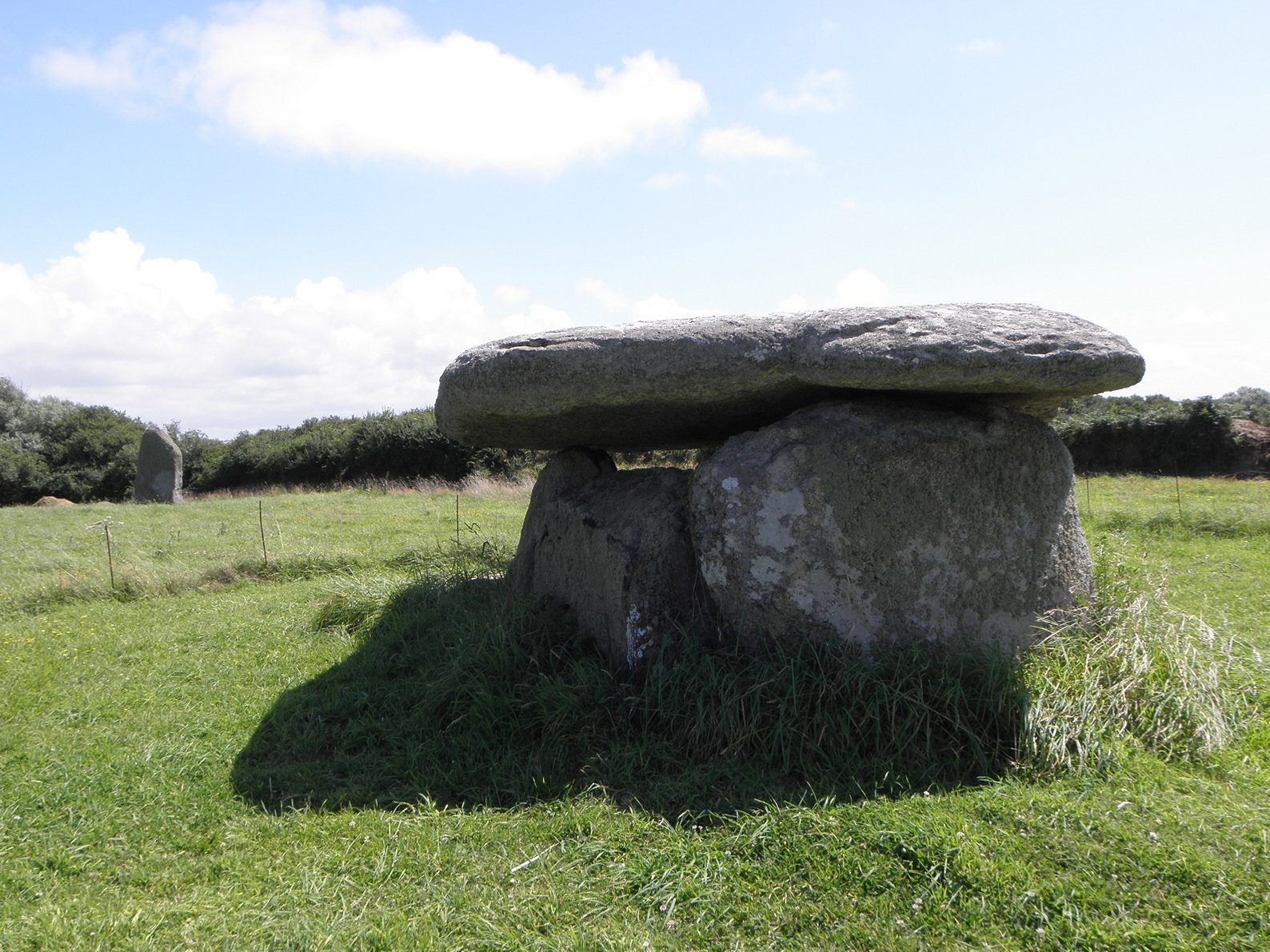
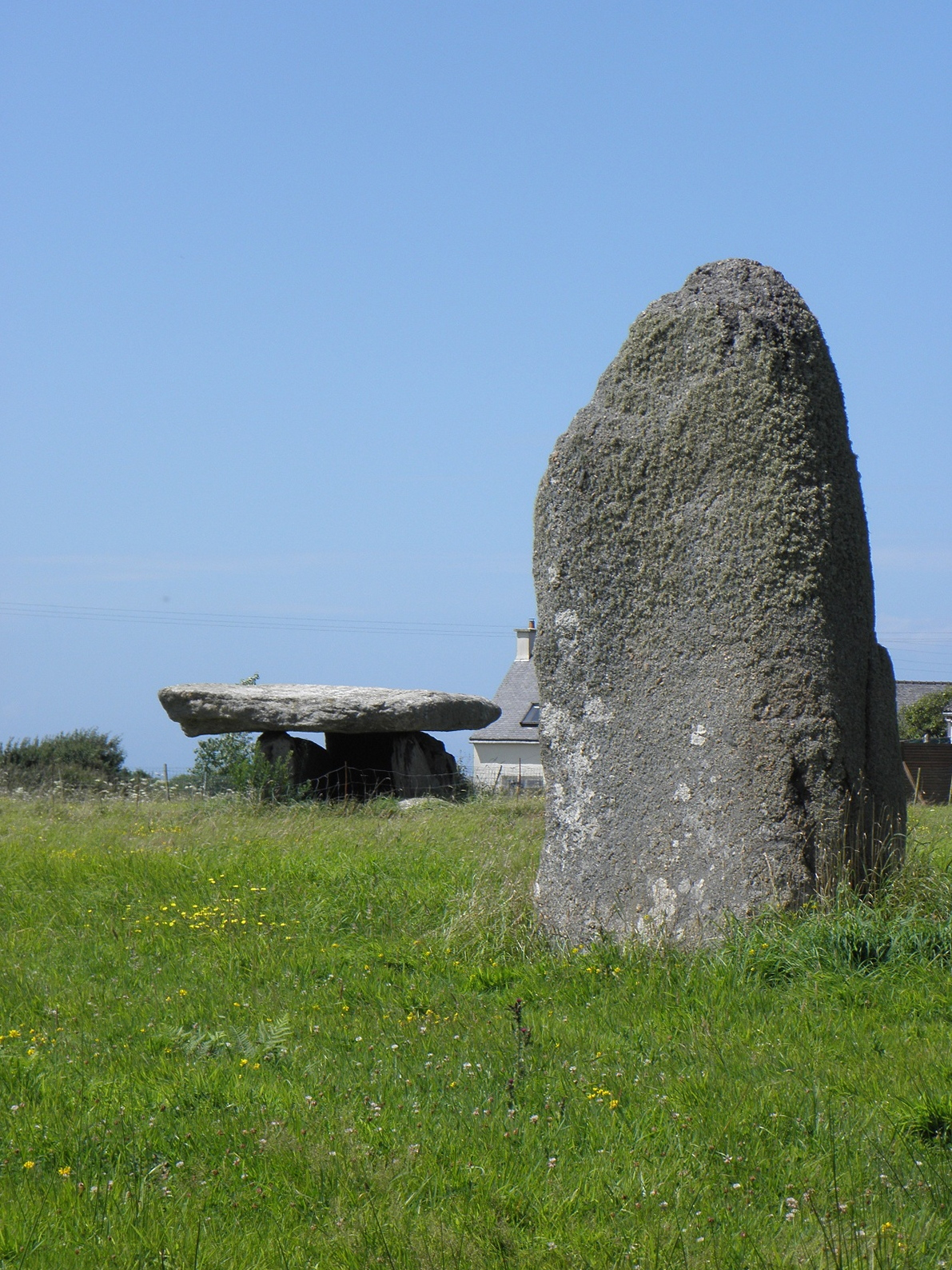
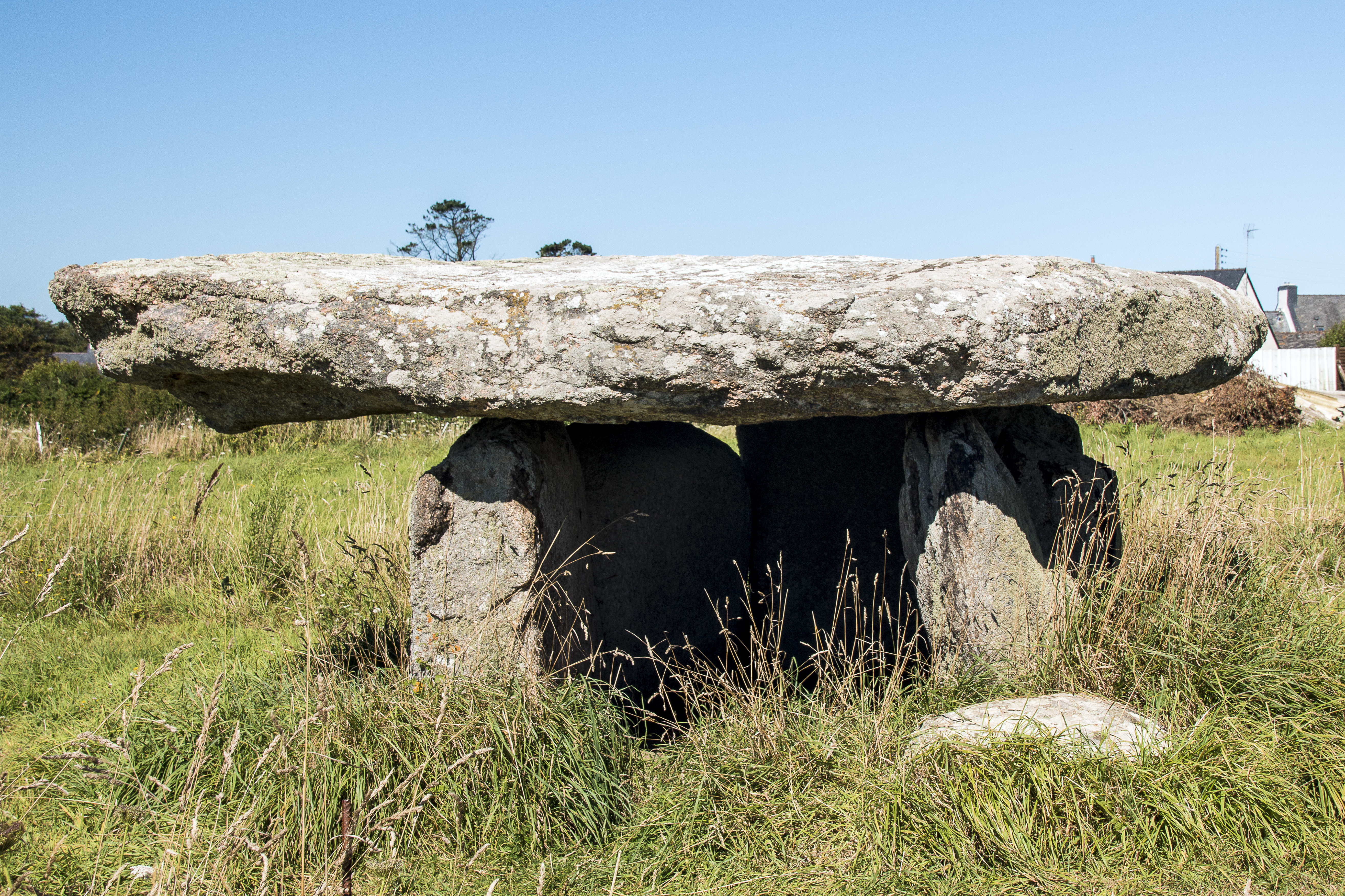

Die Kammer ist etwa 3,0 m lang, weniger als 2,0 m breit und 1,4 m hoch. Sie besteht aus je zwei große Seitentragsteinen und dem Endstein. Es gibt noch andere liegende Steine am offenen Ende, die vielleicht zu einem Gang gehören. Der Deckstein aus porphyrischen Granit überragt eine Seite der Kammer erheblich und hat etwa 4 m Durchmesser.
In der Nähe liegt der Dolmen von Mezou Poulyot.